# Teton Village
Teton Village is een plaats (census-designated place) in de Amerikaanse staat Wyoming, en valt bestuurlijk gezien onder Teton County.

## Demografie
Bij de volkstelling in 2000 werd het aantal inwoners vastgesteld op 175.

## Geografie
Volgens het United States Census Bureau beslaat de plaats een oppervlakte van 13,0 km², geheel bestaande uit land. Teton Village ligt op ongeveer 1929 m boven zeeniveau.

## Plaatsen in de nabije omgeving
De onderstaande figuur toont nabijgelegen plaatsen in een straal van 40 km rond Teton Village.